# 480
480 (CDLXXX) var ett skottår som började en tisdag i den julianska kalendern.

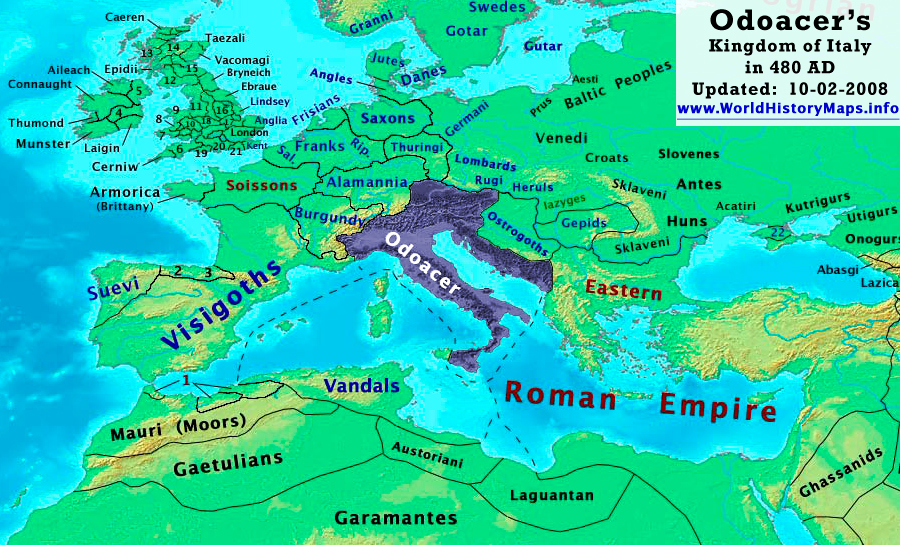
Odovakars rike år 480.

## Händelser

### Okänt datum
- Odovakar besegrar Julius Nepos när han försöker återta Italien, varvid Julius dödas.
- Odovakar intar Dalmatia.
- Narasimhagupta Baladitya efterträder sin far Skandagupta som härskare av Guptariket.

## Födda
- Anicius Manlius Severinus Boethius, kristen filosof.
- Damaskios, neoplatonistisk filosof.
- Gelimer, den siste kungen över vandalerna.
- Benediktus av Nursia, tidig monasticist (omkring detta år).
- Scholastica, helgon.

## Avlidna
- Julius Nepos, den siste legitime västromerske kejsaren.
- Skandagupta, härskare över Guptariket.